# روبرت غيلبرت (كيميائي)
روبرت غيلبرت (بالإنجليزية: Robert Gilbert)‏ هو كيميائي أسترالي، ولد في 1946.